# Curtara guianae
Curtara guianae är en insektsart som beskrevs av Metcalf 1962. Curtara guianae ingår i släktet Curtara och familjen dvärgstritar. Inga underarter finns listade i Catalogue of Life.